# Arnaldur Indriðason
Arnaldur Indriðason (Reikiavik, 28 de enero de 1961) es un escritor islandés, hijo del también escritor Indriði G. Þorsteinsson.

## Biografía
Licenciado en Historia, es periodista, crítico de cine y autor de novela negra. Vive con su mujer y sus tres hijos en Reikiavik. Es el autor más conocido de las letras islandesas, traducido a 37 idiomas y con más de 7 millones de ejemplares vendidos en todo el mundo en octubre de 2011.
En 1997 creó para sus novelas policíacas al personaje del inspector islandés Erlendur Sveinsson, un hombre obsesionado por el pasado y la sombra de su hermano, un niño que desapareció. Divorciado tras un breve matrimonio, solitario y deprimido, Erlendur tiene una hija drogadicta llamada Eva Lind, a la que solo habla cuando no puede escucharle, y un hijo llamado Sindri Snaer. La investigación criminal en sus novelas suele ser un pretexto para resolver un enigma del pasado, y en ellas el lirismo cumple un papel importante. Los autores que le han influido más son dos escritores suecos de los años sesenta, Maj Sjöwall y Per Wahlöö, que escribieron las aventuras del inspector Martin Beck.
En 2013 obtuvo el VII Premio RBA de Novela Policiaca por su obra Pasaje de las sombras (Skuggasund).
Afirma que "una buena novela policíaca explica un país... y a él no le gusta embellecer nada", "que nunca nos libramos del pasado" y que "el sentimiento de culpa es una fuerza muy poderosa, erosiona como poco en la vida".
Se han traducido al español sus novelas negras más famosas: Las marismas (Míryn), Silencio sepulcral, La mujer de verde (Grafarþögn, traducción de Bernard Scudder), La voz, El hombre del lago y, recientemente, Invierno ártico (2012).
Su próxima novela se ocupará de la crisis económica y bancaria de 2008 en Islandia.

## Obras

### Serie del detective Erlendur
1. Inocencia robada, RBA. (Synir duftsins, 1997.)
2. Rosas Muertas, RBA. (Dauðarósir, 1998.)
3. Las marismas, RBA. (Mýrin, 2000.)
4. La mujer de verde o Silencio sepulcral, RBA. (Grafarþögn, 2001.)
5. La voz, RBA. (Röddin, 2002.)
6. El hombre del lago, RBA. (Kleifarvatn, 2004.)
7. Invierno ártico, RBA. (Vetrarborgin, 2005.)
8. Hipotermia, RBA. (Harðskafi, 2007.)
9. Río negro, RBA. (Myrká, 2008.)
10. En el abismo, RBA. (Svörtuloft, 2009.)
11. Naturaleza hostil, RBA. (Furðustrandir, 2010.)
12. El Duelo, RBA. (Einvígið, 2011.)
13. Noches de Reikiavik, RBA, 2023. (Reykjavíkurnætur, 2012.)
14. El hangar 885, RBA, 2024. (Kamp Knox, 2014.)

### Serie "El misterio de la guerra de Reikiavik" (Flovent and Thorson)
- Pasaje de las sombras, RBA. (Skuggasund, 2013.)
- Þýska húsið, 2015. (Sin traducir al español.)
- Petsamo, 2016. (Sin traducir al español.)

### Serie Konráð
1. Myrkrið veit, 2017. (Sin traducir al español.)
2. Stúlkan hjá brúnni, 2018. (Sin traducir al español.)
3. Tregasteinn, 2019. (Sin traducir al español.)
4. Þagnarmúr, 2020. (Sin traducir al español.)
5. Kyrrþey, 2022. (Sin traducir al español.)
6. Sæluríkið, 2023. (Sin traducir al español.)

### Novelas independientes
- Napóleonsskjölin (1999). (Sin traducir al español.)
- Bettý, RBA. (Bettý, 2003.)
- Konungsbók (2006). (Sin traducir al español.)
- El rey y el relojero, RBA, 2025. (Sigurverkið, 2021.)

### Otras obras
- Leyndardómar Reykjavíkur (2000, un capítulo)
- Reykjavík-Rotterdam (guion, coautor) (2008)

## Premios y reconocimientos
- Las marismas (Myrin, 2000) ganó el premio Glassnøkkelen[5] a la mejor novela negra nórdica y el Premio de la Crítica Francesa a la mejor novela negra. Publicada en España en 2007.[6]

- La mujer de verde (Silence of the grave 2001) logró en 2005 el The Gold Dagger Award,[7] el premio más importante de novela negra en el mundo anglosajón. Inicialmente se publicó en 2008 en español sin mucho éxito con el título Silencio sepulcral, editándose posteriormente por RBA con el título de La mujer de verde.
- Pasaje de las sombras (Skuggasund) gana el VII Premio RBA de Novela Policiaca.
- Premio Internacional Novela Policiaca año 2007, por la novela Röddin (La voz).